# Franciszek Strzałka
Franciszek Strzałka (ur. 12 lutego 1949 w Bielsku-Białej) – polski działacz partyjny i państwowy, wojewoda bielski (1987–1990).
W 1971 został członkiem Polskiej Zjednoczonej Partii Robotniczej. W latach 1975–1978 był I sekretarzem Komitetu Zakładowego Zakładów Przemysłu Wełnianego „Bewelana”. Od 1981 do 1988 był sekretarzem ds. ekonomicznych w Komitecie Wojewódzkim PZPR w Bielsku-Białej i jednocześnie (1981–1989) członkiem Egzekutywy KW PZPR. W latach 1987–1990 sprawował funkcję wojewody bielskiego.